# Loramyces macrosporus
Loramyces macrosporus är en svampart som beskrevs av Ingold & B. Chapm. 1952. Loramyces macrosporus ingår i släktet Loramyces och familjen Loramycetaceae.   Inga underarter finns listade i Catalogue of Life.